# William M. Branham
William Marrion Branham (Burkesville, 6 aprile 1909 – Amarillo, 24 dicembre 1965) è stato un predicatore statunitense e pastore cristiano. I suoi seguaci lo ritengono il profeta promesso da alcune profezie bibliche per preannunciare il grande e spaventevole giorno di giudizio del Signore e  preparare la Sua seconda venuta. Egli invitava i cristiani a tornare alla fede originale trasmessa dagli apostoli San Pietro e San Paolo nel loro ministero, ovvero quella professata nel primissimo nucleo cristiano descritto negli Atti degli Apostoli e nelle lettere del Nuovo Testamento. Secondo Branham i cambiamenti successivi operati dalla religione e dal clero avrebbero stravolto il significato essenziale del cristianesimo trasmesso nel Nuovo Testamento, al principio incentrato sulla sola azione salvifica del sacrificio del Signore Gesù Cristo offerto alla croce. Fu uno degli iniziatori del movimento di guarigione per fede, che ebbe risonanza mondiale, diffusosi a partire dal 1947.

## Biografia
William Marrion Branham nacque la mattina del 6 aprile 1909, in una piccola capanna, sulle colline della Contea di Cumberland (Kentucky), nei pressi di Burkesville negli Stati Uniti. Il soprannaturale è legato sin dalla nascita alla figura di William Marrion Branham. I suoi genitori raccontarono di una luce soprannaturale che entrò nella capanna e rimase sospesa sul piccolo William appena nato; la stessa luce, nel corso degli anni fu vista diverse volte durante le riunioni di preghiera condotte da Branham, e anche fotografata durante una delle predicazioni tenute alla fine del gennaio 1950, presso il Colosseo Sam Houston in Houston, Texas. Era il primo di dieci figli. La famiglia Branham era molto povera, e l'infanzia di William fu molto difficile. Branham raccontò di come spesso non aveva nemmeno dei vestiti per andare a scuola. Suo padre Charles, di origini irlandesi, era un boscaiolo e non aveva nessuna istruzione, come la maggior parte della gente che abitava quella regione geografica. La sua era una famiglia caratterizzata dall'umile lavoro di sussistenza: William raccontò di suo padre e dei suoi grandi sacrifici, dicendo: "Ho visto papà venire dai boschi così scottato dal sole che mamma prendeva le forbici e tagliava via la sua camicia per toglierla dalla schiena. Egli lavorava per 75 centesimi al giorno per procurarci da vivere. Amavo mio padre, anche se beveva. Qualche volta mi dava una frustata, ma mai ne ebbi una senza che avessi bisogno di un'altra. Egli usava tenere i dieci comandamenti sulla parete con sopra una grossa bacchetta di noce americano. Ricevevo la mia correzione fuori nel capannone di legno quando mi comportavo male, ma amavo mio padre. Anni più tardi diede il cuore a Cristo e si salvò, alcune ore prima che morisse nelle mie braccia". Suo padre venne ucciso dal sovradosaggio di stricnina somministratagli per errore da un dottore. La madre, Ella Branham, era per metà "indiana". Nessuno dei due era religioso. 
William Branham riferiva di una voce soprannaturale che gli parlò all'età di 8 anni, predicendo il ministero che avrebbe dovuto poi svolgere anni più tardi in tutto il mondo. La voce gli disse: "Non bere mai e non fumare, e non contaminare il tuo corpo in alcun modo. Quando diventerai adulto, ci sarà un'opera per te da fare". Ricordando il proprio passato raccontava di aver letto che Lincoln da ragazzo giunto in barca a New Orleans aveva visto un uomo bianco vendere un uomo di colore separandolo dalla sua famiglia e la moglie e il bambino di questi piangere singhiozzando mentre era venduto come un cavallo. E che Lincoln comprendendo il male fatto avesse giurato che un giorno avrebbe proposto rimedi contro la schiavitù anche se questo poi gli costò poi la vita. Anche il giovane William, riflettendo sulla povertà della sua famiglia a causa del padre alcolista, aveva deciso che un giorno avrebbe cercato rimedi contro l'alcolismo, anche se ciò gli fosse costato la vita. 
Nel corso dei suoi trent'anni di ministero non mancò mai di attaccare tale peccato nelle sue prediche chiamando la gente a liberarsene.
All'età di 14 anni William Branham venne ferito gravemente da un colpo di fucile ad ambedue le gambe e rimase tra la vita e la morte. Raccontava in seguito che Dio lo aveva fatto giungere nei pressi dell'inferno e che, in quel frangente, lui aveva promesso di diventare una persona per bene. Al compimento dei 19 anni,  William lasciò la propria casa e parti verso ovest per lavorare in un ranch in Arizona.
Nel 1928 morì il fratello Edward; la notizia lo scosse profondamente e tornò a casa. Branham rammentava di aver sentito per la prima volta una preghiera durante il funerale di suo fratello e di essersi chiesto se questi fosse o meno pronto all'incontro con Dio e se lo fosse lui stesso. Dopo i funerali trovò lavoro in Indiana per circa due anni; un giorno controllando i contatori del gas a New Albany William si intossicò. Il suo stato di salute peggiorava di continuo e sul letto d'ospedale si trovava di nuovo davanti alla morte. Pregò intensamente: "Signore, se Tu mi permetti di ritornare sulla terra, io predicherò il Tuo Vangelo pubblicamente, dai tetti degli edifici e sugli angoli delle strade. Parlerò a tutti di Te". Tornato a casa William fu determinato nel mantenere la promessa e cominciò a studiare la Bibbia. Nella Bibbia trovò molti esempi in cui Dio parlava con gli uomini; di se stesso William Branham disse che il suo servizio di predicatore del Vangelo aveva avuto inizio quando aveva avuto un'esperienza soprannaturale e un'immersione nello Spirito Santo. Nel 1932 Roy Davis ordinò Branham secondo le leggi e le norme della chiesa Battista. Aveva compiuto ventitré anni.
Cominciò a predicare e organizzare riunioni sotto una tenda conseguendo un successo considerevole per la sua giovane età; la maggior parte delle persone che avevano partecipato alla prima campagna di Branham, nel giugno del 1933, tornò alle proprie chiese quando terminarono le riunioni serali ma un piccolo numero di convertiti iniziò a frequentare le funzioni domenicali di William Branham. La "Manson-hall" che avevano affittato divenne presto troppo piccola per l'assemblea e Branham fu costretto a cercare un nuovo edificio. Dopo aver consultato l'assemblea, raccogliendo le magre risorse, venne decisa la costruzione di un edificio.
Nel giugno del 1934 William sposò Hope Brumback. Dopo un anno ebbero un figlio, Billy Paul e dopo un altro anno una figlia, Sharon Rose. Nel novembre del 1936 eventi tragici colpirono la vita di William Branham: a 17 anni morì suo fratello Charles e nel novembre dello stesso anno morì suo padre, secondo il racconto dello stesso William "un dottore l’ha ucciso. Non sapendo quello che faceva, gli ha dato mezzo grano di stricnina, e l’ha ucciso. E io … Ed è morto proprio fra le mie braccia, guardandomi in volto". All'inizio del 1937 la moglie Hope si ammalò gravemente. Nella loro zona c'era stata una grande alluvione; la salute di Hope peggiorò e si ammalò la piccola Sharon Rose. Il 22 luglio del 1937 Hope morì di tubercolosi. Nel giorno del suo funerale morì Sharon Rose. Ripresosi a fatica dall'accaduto, William Branham tornò a predicare il Vangelo. Nel 1941 si risposò con Meda Broy ed ebbero tre figli: Rebecca, Sarah e Giuseppe.
La maggior parte della sua vita William Marrion Branham la visse a Jeffersonville, nell'Indiana. Nella città (nel tabernacolo Branham) egli predicò la maggior parte delle prediche che sono state registrate sui nastri. Nel gennaio del 1963 Branham, insieme alla famiglia, si trasferì a Tucson, in Arizona.
Il 18 dicembre 1965 Branham e la sua famiglia viaggiavano in auto, di notte, da Tucson verso Jeffersonville per le vacanze di Natale; circa 3 km a est di Friona (Texas) (circa 70 miglia a sud-ovest di Amarillo, sulla US Highway 60) una macchina che viaggiava in direzione opposta si schiantò contro la sua autovettura. L'autista, in stato di ubriachezza, morì sul colpo e i passeggeri, uno sul sedile anteriore e due sui sedili posteriori rimasero gravemente feriti. Anche la moglie di Branham e la figlia Sarah rimasero gravemente ferite. William ebbe il braccio sinistro e una gamba schiacciati. Estratto dalla macchina, 45 minuti dopo fu portato in ospedale a Friona, poi ad Amarillo dove morì il 24 dicembre del 1965 alle ore 17:00.

## Attività missionaria e ministero pubblico
William Branham raccontava di aver ricevuto, il 7 maggio del 1946, la visita di un angelo mandato dal Signore, che gli spiegò che Dio lo aveva incaricato di portare un dono di guarigione divina ai popoli del mondo, e che se fosse stato sincero e se fosse riuscito ad ottenere la fiducia della gente, niente avrebbe resistito alla sua preghiera, nemmeno il cancro. Egli racconta di aver ricevuto, come Mosè, l'ordine da parte di Dio di portare agli uomini un messaggio di liberazione (guarigione). 
Nel 1946 William si licenziò per dedicarsi completamente alla sua visione. Fu invitato a realizzare un servizio di risveglio a Saint Louis; durante 11 giorni in tale città pregò per più di mille persone. Il successo ottenuto diede avvio ai suoi viaggi lungo America e Canada per campagne di risveglio spirituale.
Nel 1947 Gordon Lindsay lasciò il compito di pastore in Oregon per diventare direttore delle campagne di guarigione di William Branham. Lindsay fondò il giornale "Voice of Healing" nel 1948 e documentò la storia della vita di Branham e delle sue campagne di guarigione e miracoli nel libro "L'uomo  mandato da Dio". Branham conduceva servizi di guarigione in tutta l'America, nelle città dove era invitato oltre che nella sua chiesa a Jeffersonville. Il ministero mondiale di William Branham ebbe inizio nel 1950 con delle riunioni in Scandinavia. Predicò e pregò per i malati in Finlandia, Svezia e Norvegia).
Brabham è stato una figura controversa: venne esaltato da tanti ma, allo stesso tempo, ebbe moltissime opinioni contro lui e il suo ministero contraddistinto da un insegnamento assai radicale e duro. Molti leader del cristianesimo lo invitarono nelle loro chiese a predicare e pregare per i malati ma alla fine degli anni cinquanta la sua popolarità cominciò a precipitare. William Branham era contro la religione organizzata, le donne predicatrici nella chiesa e contro il grande accento sui soldi. Negli anni del suo ministero visitò l'Africa meridionale, l'India e l'Europa.

## Letteratura
- "Soprannaturale: la vita di William Branham" - Owen Jorgensen.
- "Sette epoche della Chiesa" - William Branham.
- "La rivelazione dei sette siggilli" Archiviato il 2 ottobre 2013 in Internet Archive. - William Branham.
- "La storia della mia vita" Archiviato il 5 marzo 2016 in Internet Archive. - William Branham.
- "Gesù Cristo è lo stesso ieri, oggi e in eterno! " Archiviato il 2 ottobre 2013 in Internet Archive. - William Branham.
- "Acts of the Prophet" - Perry Green, anno 1969. Il libro racconta di momenti più importanti della vita di William Marrion Branham, e della esperienza di Perry Green.
- "Generation" - Angela Smith. I ricordi e le testimonianze di molte persone, che erano testimoni oculari di moltissimi eventi accaduti nella vita di William Branham.
- "Un Profeta Visita Il Sud Africa" - Julius Stadsklev.
- "Un uomo mandato da Dio" - Gordon Lindsay.
- Il Giornale "Only Believe!" - Rebecca Branham Smith.